# کانون وکلای ایرانی در آمریکا
کانون وکلای ایرانی در آمریکا (به انگلیسی: Iranian American Bar Association،  به اختصار IABA) مؤسسه‌ای برای کارهای خیریه، آموزشی و حرفه‌ای می‌باشد که در سال ۲۰۰۰ میلادی در واشنگتن دی.سی به وجود آمد. این کانون، موسسه‌ای معاف از مالیات و ناسودبر که تحت ماده ۵۰۱ (c)(۳) آی‌آرسی فعالیت می‌کند. IABA برای مقاصد خیریه، آموزشی و ناسودبر شامل ترویج گروه‌های معاشرتی-اجتماعی، اقتصادی، حرفه‌ای و آموزشی جامعه ایرانیان آمریکایی و خود جامعه در مقیاسی بزرگ‌تر سازمان‌یافته است.